# Йонагуни (посёлок)
Йонагуни (яп. 与那国町 Ёнагуни-тё:) — посёлок в Японии, находящийся в уезде Яэяма округа Яэяма префектуры Окинава. Площадь посёлка составляет 28,95 км², население — 1549 человек (1 августа 2014), плотность населения — 53,51 чел./км².

## Географическое положение
Посёлок расположен на острове Йонагуни в префектуре Окинава региона Кюсю.

## Население
Население посёлка составляет 1549 человек (1 августа 2014), а плотность — 53,51 чел./км².

## Символика
Цветком посёлка считается лилия.

## Достопримечательности
В посёлке находится памятник самой западной точки Японии — мысу Иридзаки. Туристы собираются на мысе, чтобы увидеть последний закат в Японии.